# Sprachgeographie
Die Sprachgeographie (auch Dialektgeographie, Geolinguistik oder Areallinguistik, von lateinisch arealis‚ ein Verbreitungsgebiet betreffend) verbindet als Teilgebiet der Dialektologie die Sprachwissenschaft mit der Geographie, und untersucht sprachliche Erscheinungsformen unter dem Aspekt ihrer geographischen Verbreitung. Im Mittelpunkt der Forschungen stehen phonetisch-phonologische, morphologische und lexikalische Fragen. Als Grundlage dienen Sammlungen mündlicher und schriftlicher Erhebungen und frei gesprochener Texte; die Forschungsergebnisse werden in Sprachatlanten in Form von Karten dargestellt, in denen das dialektale Profil einer Anzahl von Erhebungsorten dargestellt ist. Berücksichtigt werden historische, kulturelle, soziale, sowie auch in der Sprache selbst enthaltene Faktoren.

## Geschichte
Die deutsche Forschungsrichtung etablierte sich, nachdem Ferdinand Wrede (1863–1934) am Deutschen Sprachatlas (DSA) arbeitete und sich vor allem auf die Ausarbeitung von Dialektkarten zur Veranschaulichung der Ausdehnung und Begrenzung der Dialekte spezialisierte. 1908 gab Wrede die Reihe „Deutsche Dialektgeographie“ heraus.
In Frankreich waren die Arbeiten des jungen Christian Garnier (Geograph) wegweisend für die Entwicklung der Sprachgeographie, vor allem sein Kartenwerk Charte de la distribution des langues dans les Alpes occidentales (1897).
Die Sprachgeographie untersuchte systematisch und nach Landkarten orientiert die örtliche Verbreitung von sprachlichen Einzelmerkmalen. Dazu zählen die Verwendung bestimmter Wörter, Laute und Wortendungen. Im Vorfeld der Feldstudien entwickelten die Linguisten spezielle Fragebögen, die sie den Dialektsprechern zur Beantwortung vorlegten. Die „idealen Dialektsprecher“ waren für alle europäischen Auswertungen ältere, im jeweiligen Dorf geborene und aufgewachsene Personen, die möglichst zurückgezogen lebten und damit kaum Kontakt zur Welt außerhalb des Ortes hatten.

## Bezeichnung
Die Ausdrücke Sprachgeographie, Dialektologie, Areallinguistik und Geolinguistik werden häufig synonym gebraucht, da sie alle vier auf die Subdisziplinen der Sprachwissenschaft verweisen, die sich mit der räumlichen Variation der Sprachen befassen.
- Sprachgeographie ist keine besondere Form der Geographie, sondern der Sprachwissenschaft und wurde in mehreren sprachwissenschaftlichen Veröffentlichungen im Titel geführt.[5][6][7]
- Dialektologie bringt zum Ausdruck, dass es sich um die Wissenschaft handelt, die sich mit Dialekten befasst. Sie kennzeichnet aber in der Regel auch den Standard in Gestalt von Regionalstandards sowie standardnahe Varietäten; hier wird auch von sekundären und tertiären Dialekten gesprochen[8][9] Darüber hinaus sind Dialekte per Definition Varietäten einer (und nur einer) Einzelsprache; für sprachgrenzüberschreitende Untersuchungen ist dieser Terminus daher ungeeignet.[10][11]
- Mit dem Begriff Areallinguistik wurde versucht, die linguistischen Ergebnisse der Erforschung diatopischer Merkmale von Sprache, also sprachliche Unterschiede einzelner Regionen, in sich zu vereinen. Der terminologische Ansatz scheiterte jedoch, weil die historischen Sprechweisen und Schreibweisen der einzelnen Dialekte noch weitere Merkmale aufweisen, welche unberücksichtigt blieben. Dabei handelt es sich um Diastratie (von der sozialen Umgebung abhängige Merkmale, z. B. Slang) und Diaphasie (von der konkreten Gesprächssituation abhängige Merkmale, z. B. Register). Die Erforschung dieser Phänomene wurde somit auch Dialektgeographie genannt.
- Geolinguistik ist der allgemeinste, auch für die Beschreibung mehrsprachiger und weitläufiger Gebiete passende Ausdruck.[12] Er ist auch für die Beschreibung mehrsprachiger und mehrdimensionaler kommunikativer Räume geeignet.

## Neuere Forschungen
Besonders in den letzten Jahren gewinnt diese Teildisziplin der Dialektologie, die manchmal auch mit dieser gleichgesetzt wird, an Bedeutung. Die Sprachtypologie braucht neue Methoden, um neue wie auch alte Fragen zu beantworten. Die Sprachgeographie soll Hilfe schaffen, um zum Beispiel die Zufallsverteilungen von strukturellen Verteilungen zu unterscheiden und die Ähnlichkeits- und Zugehörigkeitsfaktoren der Sprachen zu erforschen.
Eine neu aufgeworfene Frage, die die Sprachgeografen beschäftigt, ist die, ob es überhaupt so etwas wie ein sprachliches „Areal Europa“ gibt. Es wird erforscht, welche Parameter dieses bestimmen können und ob Europa in ein sprachliches Zentrum und eine Peripherie eingeteilt werden kann.

## Dialektkartographie
Die Dialektkartographie diente ursprünglich zur Veranschaulichung der Forschungsergebnisse. Die ermittelten Ergebnisse wurden kartiert, die Karten zu Sprachatlanten zusammengefasst. Die Linien im Sprachatlas markieren dabei die Grenze zwischen zwei Ausprägungen eines sprachlichen Merkmals (Isoglosse). Auf der anderen Seite gab es erhebliche Unterschiede bezüglich der veröffentlichten Strukturen, die auf der differierenden Datenerhebung beruhten: Der Deutsche Sprachatlas enthält Daten, die von 1876 bis 1939 erhoben wurden. Die lediglich in Auszügen zwischen 1926 und 1956 auf 129 Karten veröffentlichten Daten beinhalten etwa 50.000 Messpunkte. Der zwischen 1902 und 1910 von Jules Gilliéron publizierte Atlas linguistique de la France (ALF) bezieht sich auf den Zeitraum zwischen 1897 und 1901 und zeigt die Ausdehnung der Dialekte anhand von 638 Messpunkten auf 1421 Karten.
So hatte der französische Atlas relativ wenige Messpunkte (Dörfer), dafür jedoch einen umfangreichen Fragenkatalog, und erschien in dicken Folianten, die je Frage eine Einzelkarte boten, auf der die Fragen in phonetischer Notation abgebildet war. Der deutsche Atlas wiederum basierte auf einer sehr großen Messpunktdichte und einem relativ knapp gehaltenen Fragebogen. Deshalb erschienen die Werke als symbolisch kodierte Einzelkarten zum Auseinanderfalten. Kernpunkt von Wredes Arbeiten war zum einen die Veranschaulichung zeitgenössischer Dialektverhältnisse, zum anderen die Darstellung der historischen und synchronen Veränderungen der Dialekte. So ergänzte den als lautgeografisch bezeichneten Deutschen Sprachatlas bald ein als wortgeografisch spezifizierter Deutscher Wortatlas, um dialektbezogene Raumbildungen näher zu bestimmen. Den ersten Sprachatlas eines englischsprachigen Raums veröffentlichte Hans Kurath (für Neuengland).
Sowohl ALF als auch DSA waren Meilensteine, da beide Werke bahnbrechende Erkenntnisse bezüglich Geschichte und Strukturen der betreffenden Sprachräume ermöglichten.
Natürlich konnten die Atlanten lediglich einen kleinen Ausschnitt des umfangreichen zusammengetragenen Datenmaterials veranschaulichen, waren sie doch eingebunden in eine zweidimensionale Matrix (Zahl der Messpunkte × einzelne Karten). Erschwerend kam hinzu, dass die Karten nicht als Einheit, sondern stets isoliert voneinander ausgewertet werden konnten.
Da die Dialektgeografie lediglich die räumliche Verbreitung der Dialekte erforschte, berücksichtigte sie nicht dialektbezogene Vorkommnisse wie Diastratie, Diaphasie, oder Diatopie (Vergleich einzelner Regionen untereinander). Bezüglich der Auswertung und Visualisierung diatopischer Merkmale leistet seit den 1970er Jahren die Dialektometrie Schützenhilfe: Neue computergestützte Verfahren erlaubten es, die nötige Matrix (Atlanten × Messpunkte) aufzubauen und zum Beispiel mittels numerischer Taxonomie, Taxometrie, automatischer Klassifikation als Einheit auszuwerten und mittels moderner Bildgebungsverfahren als kumulative Funktionsgraphen zu veranschaulichen.
Die den speziellen kognitiven Bedürfnissen der Linguisten entsprechende heuristische Verarbeitung und Präsentation der mittels Dialektometrie errechneten Ergebnisse stellt die EDV-gestützte Kartografie nach wie vor vor besondere Herausforderungen. Die Linguistik ist bis heute noch nicht fertig mit der Auswertung der auf diesem Wege gewonnenen und noch zu erwartenden Einsichten sowohl in der Dialektgeografie, wie auch in der Bezeichnungslehre (Onomasiologie), welche wiederum die Daten analysiert. Hinzu kommt, dass die Dialektometrie eine interdisziplinäre Gelenkfunktion innehat und Populationsgenetik, Humangeographie, Ethnografie, Verkehrsgeografie, historische Geografie und Anthropologie mit umfangreichem Datenmaterial mitversorgt.